# Den Gale Hattemager (Batman)
Den Skøre Hattemager (Jervis Tetch) er en superskurk, der optræder i amerikanske tegneserier udgivet af DC Comics, der normalvis optræder som superhelten Batmans modstander. Han er modeleret efter Hattemageren fra Lewis Carrolls roman Alice i Eventyrland, en karakter der ofte kaldes "Den Skøre Hattemager" i filmatiseringer af Carrolls værk. Han er en videnskabsmand, der opfinder og bruger tankekontrol-apparater til at påvirke og manipulere sine ofres handlinger. Den Skøre Hattemager er en af Batmans mest vedvarende fjender og han tilhører den gruppe af Batmans modstandere der kaldes rogues gallery.
Den Skøre Hattemager har optrådt i mange forskellige udgaver i andre medier inklusive film, tv-serier og computerspil. Roddy McDowall har lagt stemme til ham i DC animated universe og Peter MacNicol har lagt stemme til ham i Batman: Arkham-computerspilserie. Han er også blevet spillet af David Wayne i tv-serien Batman fra 1960'erne series, og Benedict Samuel i Fox' serie Gotham fra 2010'erne. En variation af karakteren ved navn Liam Crandle optrådte i tredje sæson af Arrowverse-serien Batwoman, hvor han blev spillet af Amitai Marmorstein.